# Derek Porter
Derek Porter-Nesbitt (ur. 2 listopada 1967 w Belfaście) – kanadyjski wioślarz. Dwukrotny medalista olimpijski.
Urodził się w Irlandii Północnej. Na igrzyskach startował trzy razy (IO 92,IO 96, IO 00), na dwóch olimpiadach sięgając po medale. Na igrzyskach w Barcelonie znajdował się w składzie zwycięskiej ósemki, po tej imprezie zaczął startować w jedynce. Cztery lata później był drugi w tej konkurencji, a w 2000 czwarty. Czterokrotnie był medalistą mistrzostw świata, w tym raz złotym: w 1993 w jedynce. W 1990 (ósemka) i 1991 (ósemka) sięgał po srebro, a w 1999 (jedynka) po brąz tej imprezy.